# All the Rage
All the Rage (deutsch: All die Wut) ist das vierte Studioalbum der Electro-, House- und Screamo-Band Blood on the Dance Floor aus Orlando, Florida. Es wurde am 14. Juni 2011 unter dem Label Candyland Records veröffentlicht und ist das zweite Studioalbum mit dem neuen Screamer der Band Jayy von Monroe. Das Album erreichte am Veröffentlichungstag Platz 2 der iTunes-Electronic-Charts.

## Veröffentlichung und Promotion
Das Album erschien als Download und als CD. Auf der offiziellen Merchandise-Seite von Blood on the Dance Floor konnte man vier verschiedene Versionen von Fan-Paketen vorbestellen, die neben dem Album zusätzliches Merchandise enthielten. Vorbesteller erhielten außerdem zwei Songs des Albums schon früher zum Download; Love Sucks (My X Is a Vampire) und The Loving Dead.
Für das Album wurde außerdem das Musikvideo Bewitched veröffentlicht. Die beiden angekündigten Musikvideos für P.L.U.R. und The Loving Dead sind nie erschienen. Stattdessen wurde ein neues Video für das kommende Album angekündigt.

### Artwork
Das Foto für das Albumcover zeigt Vanity und Jayy von Monroe, die jeweils in die entgegengesetzte Richtung horizontal auf dem Cover platziert sind. Im Hintergrund ist ein weißes Leopardenmuster und in der Mitte befindet sich der Schriftzug: Blood on the Dance Floor. In der unteren rechten Ecke ist der Titel des Albums, All the Rage positioniert; einige Buchstaben sind spiegelverkehrt angeordnet.

### Singles
- Bewitched
- My Gift & My Curse
- P.L.U.R.
- The Loving Dead
- Yo, Ho!

## Trackliste
| Titel                                      | Länge |
| ------------------------------------------ | ----- |
| Dark Dreams                                | 4:47  |
| Find Your Way                              | 3:27  |
| Happy Violentines Day                      | 2:57  |
| Bewitched                                  | 3:47  |
| Nirvana                                    | 3:15  |
| All the Rage!                              | 4:49  |
| The Untouchables                           | 3:54  |
| X X 3                                      | 3:18  |
| P.L.U.R.                                   | 3:29  |
| Star Power!                                | 3:41  |
| Yo, Ho                                     | 3:00  |
| The Loving Dead // Bonustrack: Love Sucks! | 7:05  |
| My Gift & My Curse (James Egbert Remix)    | 4:00  |
| G.F.A.                                     | 4:34  |

## Musikvideos
| Jahr | Song      | Album        |
| ---- | --------- | ------------ |
| 2011 | Bewitched | All the Rage |